# Abtsgmünd
Abtsgmünd est une commune de Bade-Wurtemberg (Allemagne), située dans l'arrondissement d'Ostalb, dans la région de Wurtemberg-de-l'Est, dans le district de Stuttgart.

## Géographie

### Situation
Abtsgmünd appartient aux ensembles géographiques du pré-Jura souabe, et de la forêt souabe-franconienne. Avec une superficie de 71,6 km2, il s’agit de la commune la plus étendue de l’arrondissement d’Ostalb, derrière les villes.
Le centre de la commune se situe à Abtsgmünd, située au débouché de la rivière Lein dans le Kocher, tandis qu’un foyer secondaire, Untergröningen, se trouve sur deux méandres du Kocher, à 372 m d'altitude.

## Culture
De 1997 à 2005, Abtsgmünd accueille les premières éditions du Summer Breeze Open Air, un festival de metal.

## Personnalités célèbres
- Karl Allmendinger, général allemand, né à Abtsgmünd en 1891.